# Friulisch

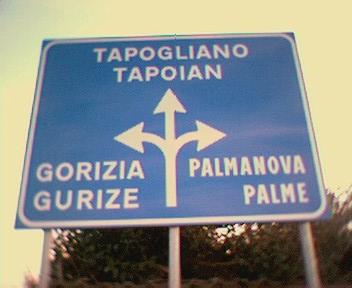
Tweetalig bord Italiaans-Friulisch

Het Friulisch, Friuliaans of Friulaans (Friulisch: Furlan) is een Reto-Romaanse taal of variëteit, gesproken in Friuli. Dit gebied ligt in het uiterste noordoosten van Italië, maar omvat ook delen van Istrië en Dalmatië in Kroatië, afhankelijk van hoe ruim de definitie van Friulisch wordt geïnterpreteerd.
De invloed van het Duits op deze taal is veel minder dan die op de talen die in Zwitserland worden gesproken. De taal wordt levend gehouden door zo'n 794.000 mensen. Door de mensen van de streek, door een actief filologisch genootschap en door de Friulanen die emigreerden over de hele wereld, met zwaartepunt in de Verenigde Staten, Argentinië en Venezuela.
In Italië wordt Friulisch gedoceerd op de scholen van de provincies Udine, Pordenone en Gorizia. Ook plaatsnamen en bewegwijzeringen worden steeds meer ook in het Friulisch gesteld.
In het Friulisch bestaat veel literatuur, met name streekromans en streekgedichten. De bekende filmregisseur en dichter Paolo Pasolini schreef (ook) in het Friulisch. Het bijzondere is dat nog altijd veel literair hoogstaande teksten worden geschreven in het Friulisch.
Talen: Algherees · Arbëresh · Arpitaans · Duits · Emiliaans · Frans · Friulisch · Gallurese · Griko · Italiaans · Ladinisch · Ligurisch · Napolitaans · Ouddalmatisch · Piëmontees · Romagnools · Sardijns · Siciliaans · Sloveens · Valdostaans · Venetiaans